# Random House
 (novembre 2015).
Si vous disposez d'ouvrages ou d'articles de référence ou si vous connaissez des sites web de qualité traitant du thème abordé ici, merci de compléter l'article en donnant les références utiles à sa vérifiabilité et en les liant à la section « Notes et références ».
Random House est une maison d'édition fondée en 1927 et basée à New York. Depuis 1998, c'est une filiale du conglomérat allemand Bertelsmann, renommée Penguin Random House en 2013 à la suite de la conclusion d'une coentreprise avec le groupe Pearson plc. Pour ce qui est du niveau de production de livres grands publics, elle se classe parmi les cinq plus grandes maisons américaines. Son catalogue comprend, outre des livres, des jeux vidéo, des productions télévisuelles, et de nombreuses applications numériques.

## Histoire
Deux ans après avoir racheté l'importante collection « The Modern Library » à Boni & Liveright, Bennett Cerf et Donald Klopfer fondent en 1927 Random House à New York, et se spécialisent dans la réédition d'auteurs classiques américains, se laissant au début porter par le « hasard » ((en) random : d'où le nom de cette maison). En 1947, Random House publie un dictionnaire d'anglais destiné aux étudiants et qui fait référence. En 1960 et 1961, Random House entame une série d'acquisitions : Alfred A. Knopf et Pantheon Books passent sous son contrôle mais continuent à développer leurs propres marques, dont Everyman's Library. 
En 1974, Random House développe une activité de diffusion-distribution. En 1988, Random House se porte acquéreur de Crown Publishing Group (en).
En 1998, Bertelsmann rachète le groupe Random House et en fait une maison d'édition de dimension internationale. En juillet 2013, Penguin Group et Random House fusionnent en une nouvelle entité Penguin Random House. Bertelsmann possède 53 % de la nouvelle structure et Pearson PLC 47 %,,.

## Composition du groupe
- Random House Inc. : le siège du groupe, mais qui couvre plus spécifiquement le marché américain. L'adresse est la Random House Tower située au 1745 Broadway à Manhattan.

- The Random House Group (Londres) : couvre le marché britannique, australien et néozélandais avec ses filiales comme Cornerstone Publishing, Vintage Publishing, Ebury Publishing, Random House Children's Publishers UK and Transworld Publishers. La filiale Random House Struik couvre le marché sud-africain (joint-venture).

- Verlagsgruppe Random House (Munich) : couvre le marché allemand avec plus de 40 marques.

- Penguin Random House Grupo Editorial (Barcelone) : couvre le marché hispanique. En 2012, Bertelsmann a mis fin à la joint-venture avec Mondadori.

- Random House of Canada (Toronto) : branche de diffusion au Canada fondée en 1944. Au Québec, ses livres sont distribués par Livre-Loisirs (acheté par Transcontinental en 1989).

## Diffusion
Outre les acquisitions citées, Random House diffuse les maisons suivantes :
- Anchor Books
- Crown Publishing Group
  - Harmony Books :  maison d'édition filiale de  Crown Publishing Group qui publie actuellement des livres sur le développement personnel, le bien-être, la santé, les relations humaines et la spiritualité. Parmi les titres publiés se trouvent :

Jill Freedman, Circus Days (1975  (ISBN 0-517-52008-7)  (ISBN 0-517-52009-5)).
Mark Lewisohn, The Beatles Recording Sessions (1988  (ISBN 978-0-517-57066-1)).
Leni Riefenstahl, Vanishing Africa (1982  (ISBN 0-517-54914-X)).
Trina Robbins, The Silver Metal Lover 1985
Stephen Jay Gould, Full House: The Spread of Excellence from Plato to Darwin (1996  (ISBN 0-517-70394-7)).
- DC Comics
- Hatherleigh Press
- Kodansha Manga
- Monacelli Press Books
- National Geographic Books
- New York Review of Books
- North Atlantic Books
- Other Press
- Rizzoli Books
- Shambhala Publications
- Steerforth Press
- Titan Books
- Vertical Inc.
- Welcome Books
- William Heinemann (ex-Heinemann's Trade Publishing, division rachetée en 1997)
- Wizards of the Coast